# Place Moussa-et-Odette-Abadi
Pour les articles homonymes, voir Abadi.
La place Moussa-et-Odette-Abadi est une voie située dans le quartier de Bercy du 12e arrondissement de Paris.

## Situation et accès

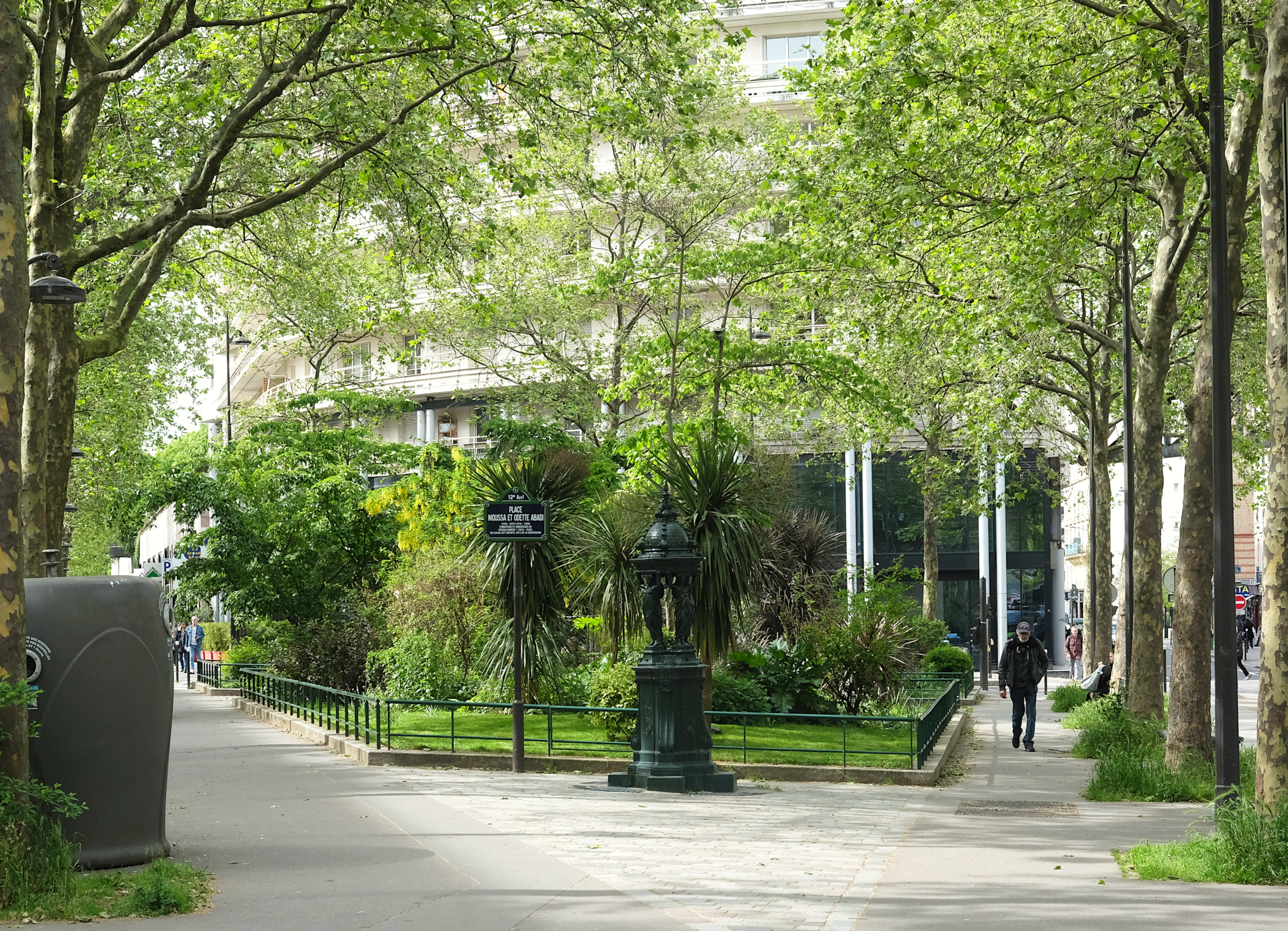
Place Moussa-et-Odette-Abadi en 2024.

La place consiste en un espace triangulaire formé par le débouché de la rue de Charenton sur l’avenue Daumesnil. Si elle s’étend jusque-là, cette place a une forme triangulaire dont le dernier côté correspond à la rue Montgallet.

## Origine du nom
La place doit son nom à Moussa Abadi et Odette Rosenstock (ils se sont mariés après la guerre). Ils furent, avec l'évêque de Nice Paul Rémond, les principaux animateurs du réseau Marcel créé dans cette même ville en septembre 1943, qui contribua à sauver plus de 500 enfants juifs de la déportation,.

## Historique
La place est créée et prend sa dénomination actuelle le 1er février 2008

## Bâtiments remarquables et lieux de mémoire
- Une fontaine Wallace de l'arrondissement.
- Accès à la Promenade plantée.
- La place se trouve en face de la mairie du 12e arrondissement.